# San Leonardo di Cutro
San Leonardo di Cutro è una frazione turistica balneare del comune di Cutro, situata su una collina a ridosso del Mar Ionio in Calabria. L'attività economica prevalente è il turismo.

## Architettura
L'urbanistica moderna sia di Steccato di Cutro che di San Leonardo di Cutro venne realizzata su commissione dell'Opera Valorizzazione Sila dall'architetto torinese Giovanni Astengo tra il 1952 e il 1955.

## Galleria d'immagini

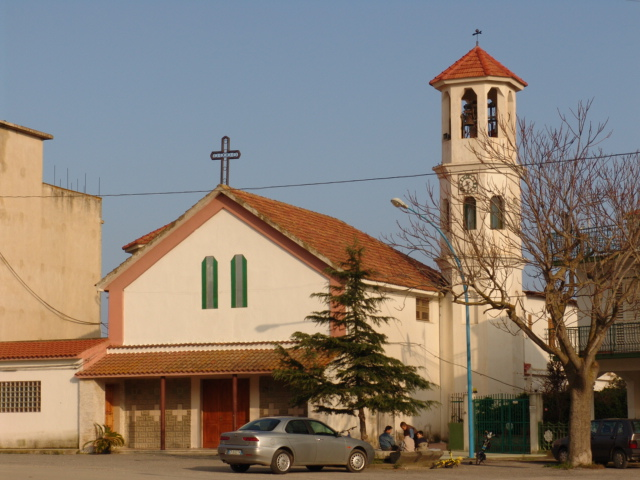
La chiesa parrocchiale di San Leonardo.
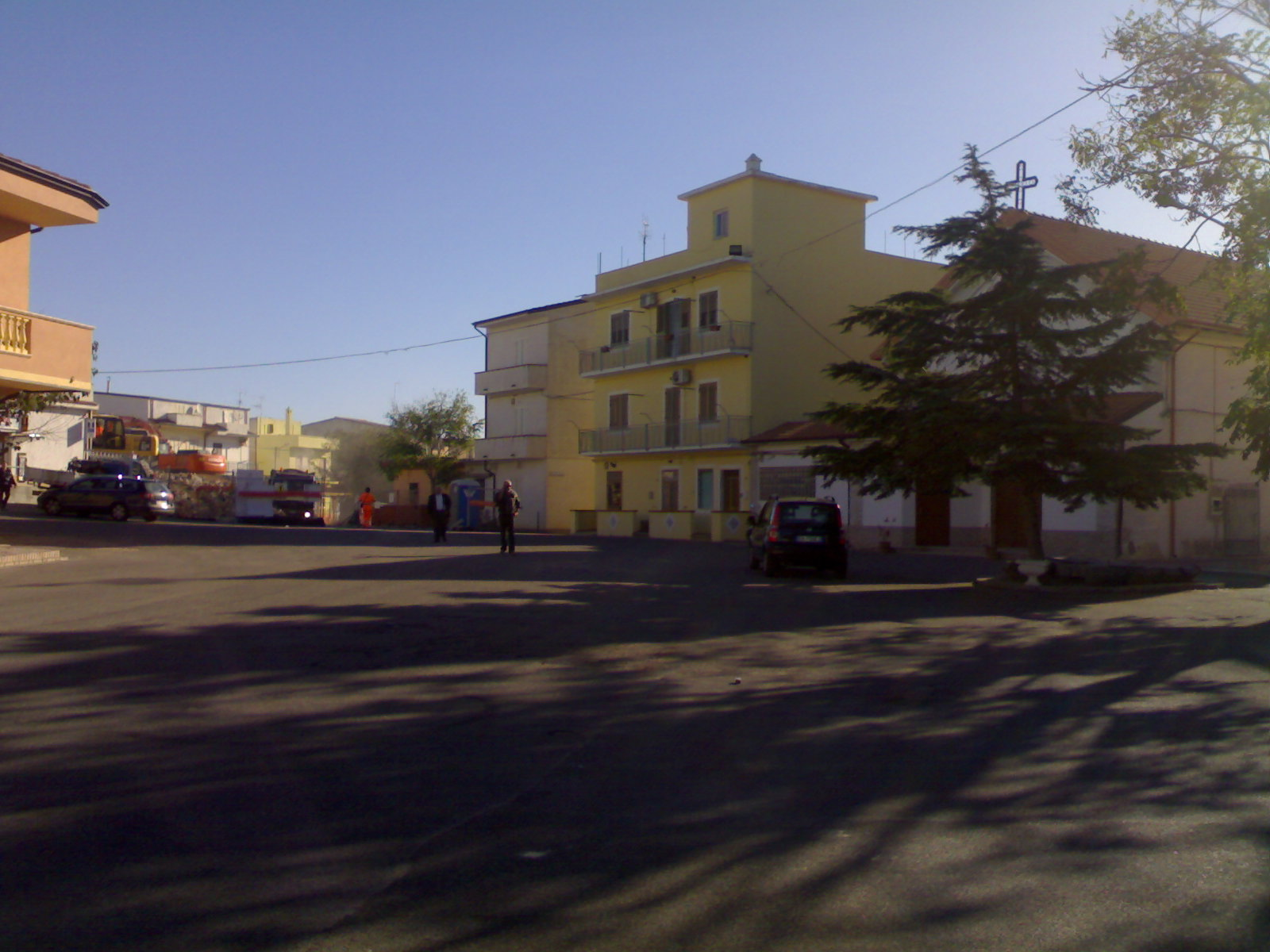
Piazza Municipio.